# Braux-Saint-Remy
Braux-Saint-Remy  là một xã thuộc tỉnh Marne trong vùng Grand Est đông nam nước Pháp. Xã nằm ở khu vực có độ cao trung bình 159 mét trên mực nước biển.